# Єсенін Сергій Олександрович
Сергі́й Олекса́ндрович Єсе́нін (рос. Серге́й Алекса́ндрович Есе́нин; нар. 21 вересня (3 жовтня) 1895, Костянтинове, Рязанська губернія, Російська імперія — пом. 28 грудня 1925, Ленінград, Російська РФСР) — російський поет.

## Життєпис
Народився в селянській родині.

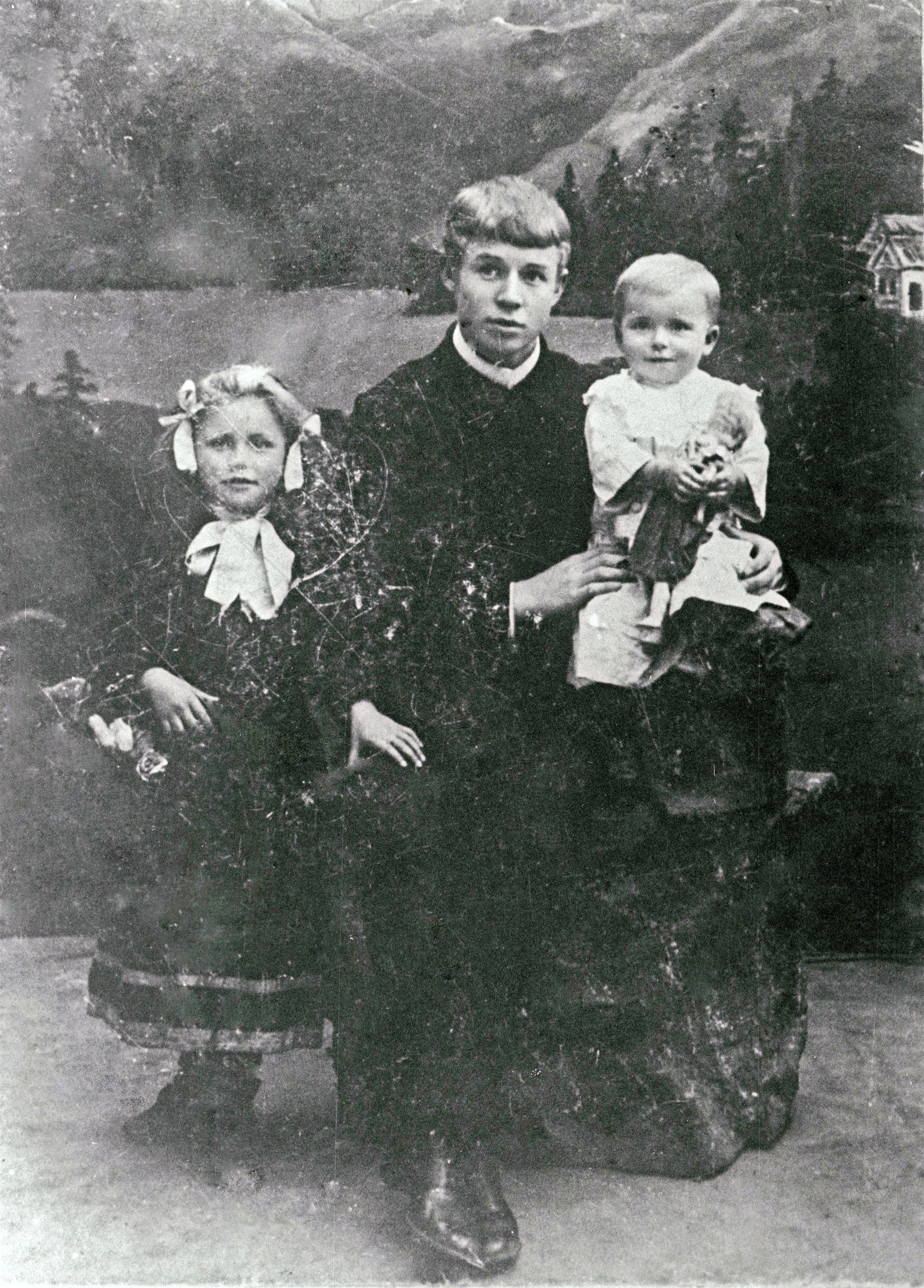
з сестрами Катею та Шурою, 1912

Дитинство пройшло в діда та баби (по матері). 1904 року хлопчика віддали в земську школу, де він навчався п'ять років замість чотирьох, тому що його залишали на один рік через погану поведінку. Виховання було переважно релігійним, що у значній мірі відбилося його на ранній творчості. «Вірші — з 8 років. Навчався багато, але нічого не закінчив» — писав пізніше про себе. У школі написав чимало віршів, які надсилав у московські та петроградські журнали. Потім і сам приїхав до Москви, де відвідував заняття літературно-музичного гуртка ім. Івана Сурикова, який об'єднував поетів — вихідців з народу.
Хоча Москва була охоплена революційним рухом, Єсенін не захоплювався робітничим життям і не поклав його в основу своєї творчості. Він тягнувся до зображання патріархального російського минулого, зокрема села.
Згодом переїхав до Петрограда, де особисто знайомиться з О. Блоком. Це знайомство окрилило юнака. Йому тоді важко було розібратися у складному петроградському літературному житті: тут існувало багато напрямів (імажинізм, футуризм). У літературних салонах, де Єсенін читав свої вірші, його називали «селянським пастушком».
Популярність Єсеніна зростала, особливо після появи його першої збірки поезії «Голуб» у 1916 році.

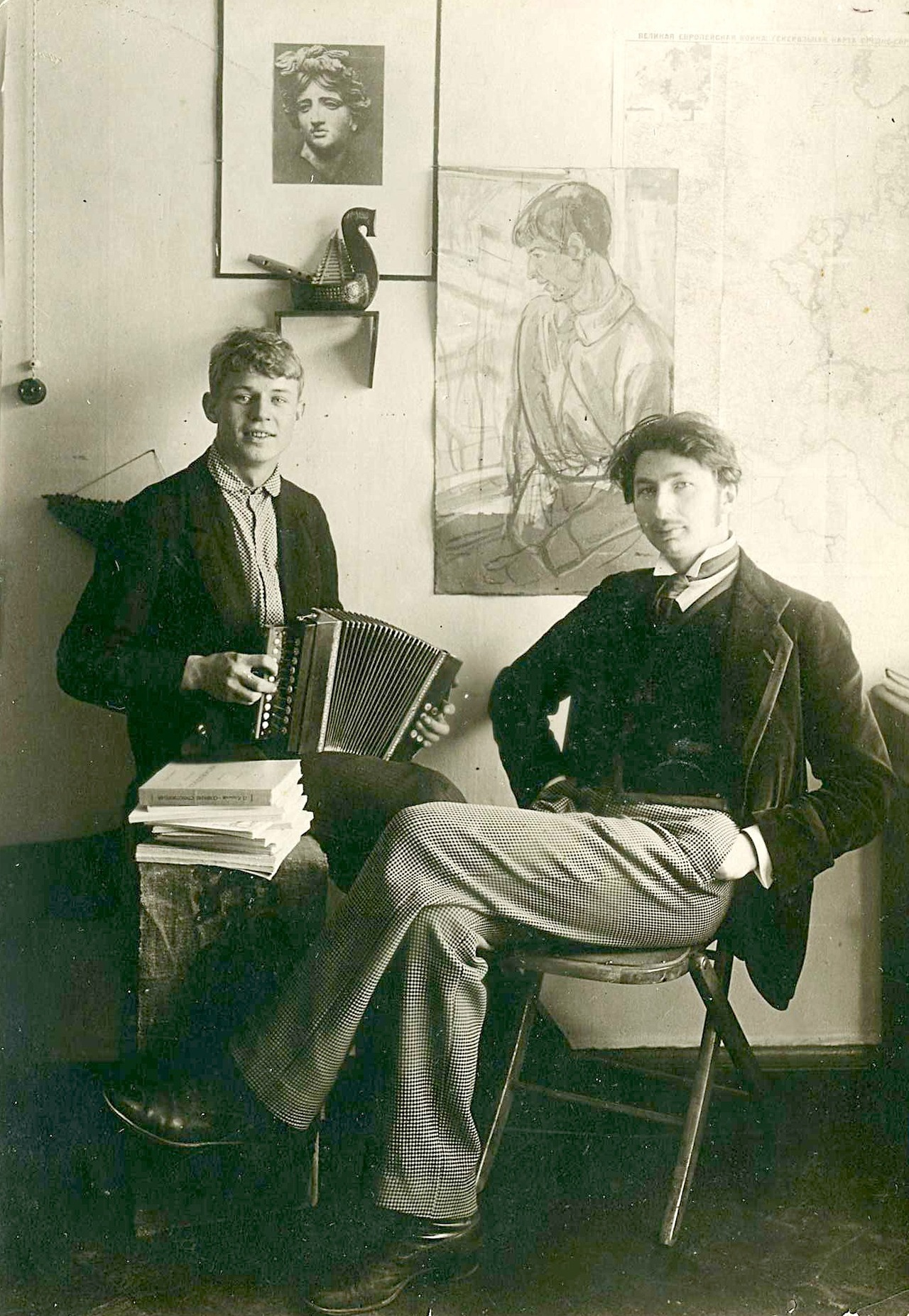
Городецький та Єсенін, 1916

Також снують свідчення про його сексуальні зв'язки з Миколою Клюєвим та Сергієм Городецьким.
У січні 1916 року Єсеніна було призвано на фронт, де він служив санітаром Царкосельського військово-санітарного поїзду № 143. А

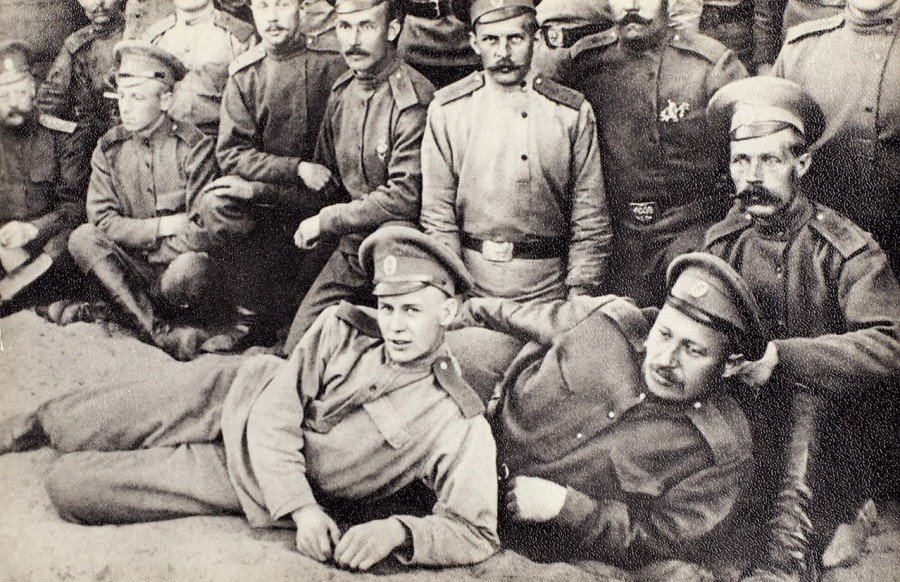
при військовому шпиталі, 1916

Жовтневий переворот зустрів з піднесенням. У статті «Про себе» він писав: «У рою революції був цілком на боці Жовтня, але приймав усе по-своєму, з селянським ухилом». Був членом партії лівих есерів.
Восени 1921 року познайомився з американською балериною Айседорою Дункан, якій радянська влада надала особняк на вулиці Пречистенці, куди пізніше і переїхав сам Сергій. В особняк приходили молоді поети і влаштовувалися поетичні читання.
Разом з Айседорою Сергій поїхав за кордон з травня 1922 по серпень 1923 року, що стало важливою віхою його життя і творчості. В автобіографії він писав: «Об'їздив усю Європу й Північну Америку. Задоволений більш за все тим, що повернувся у радянську Росію. Мені подобається цивілізація. Але дуже не люблю Америки…» Характерно, що на Заході С. Єсеніна вразило духовне убозтво. Змінилися його погляди на рідну країну. Адже повернувшись, побачив багато нового. І у своїй творчості став частіше звертатися до тематики соціалістичних перетворень. Твори С. Єсеніна проникали й у журнали Західної України.
Планував улітку поїхати в Італію до Максима Горького. Але цей задум залишився нездійсненним: у ніч на 28 грудня 1925 року він скоїв самогубство. За свідченням слідчої групи, тіло знайшли після того, як відкрили двері за допомогою лому. На лобі — вм'ятина, а права рука з глибоким розрізом була притиснута до тіла. Судово-медичний експерт у складі групи зробив висновок про смерть внаслідок асфіксії від повішання. Версія самогубства пояснює вм'ятину перепадом тиску в черепній коробці через асфіксію, а поріз на правиці — бажанням написати передсмертне послання власною кров'ю.

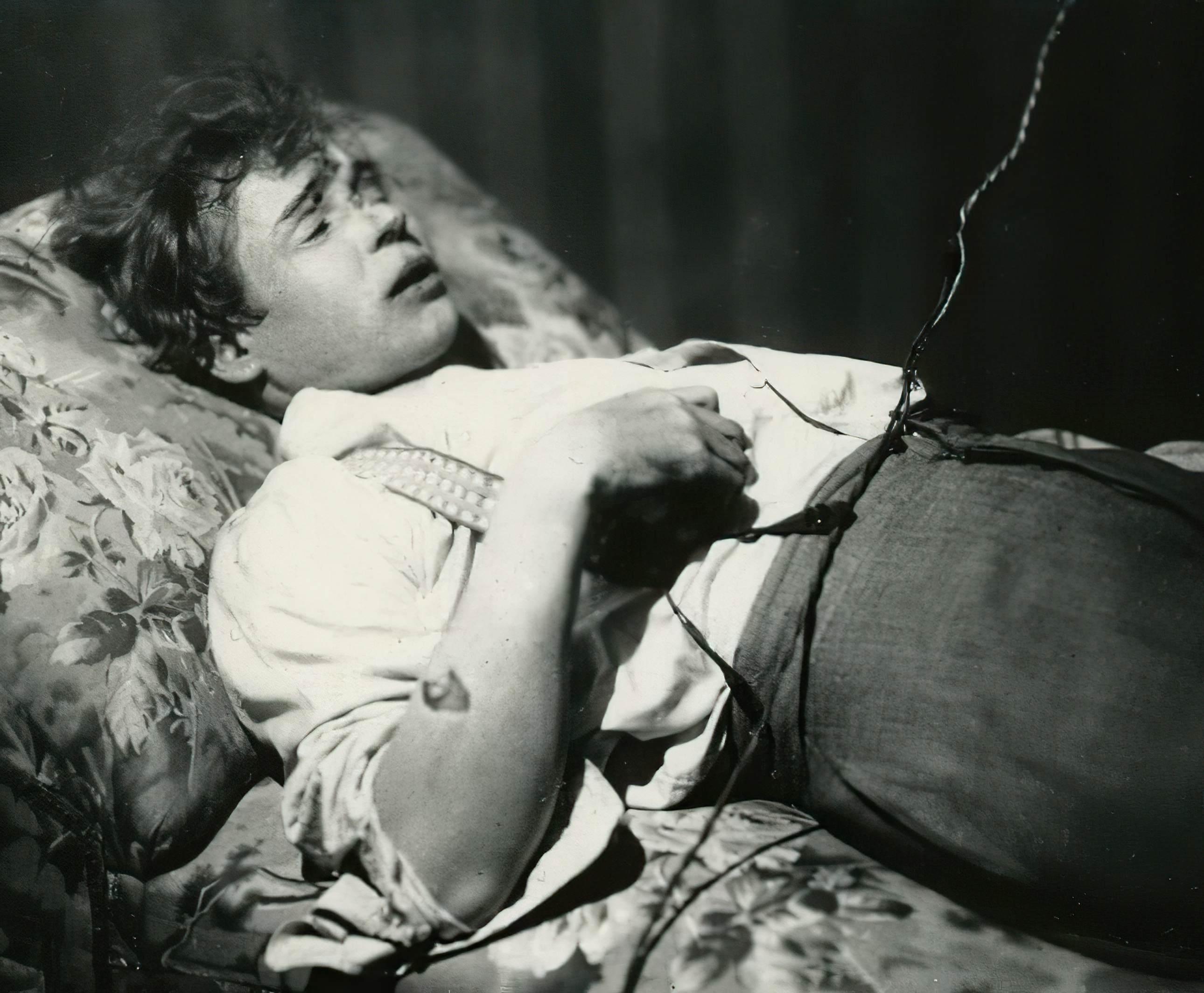
Труп Єсеніна

За іншою версією убитий за наказом вищих партійних чинів. Вм'ятина на лобі таким чином перетворюється на слід від удару (хоча переломів черепної кістки у цій області знайдено не було), а поранення руки…
1) …слідом боротьби
2) …цілеспрямованим пошкодженням сухожиль, тобто знерухомленням кінцівки, щоб правша Єсенін не міг послабити петлю.

## Професійна діяльність
У 1914 році в дитячому журналі «Маленький світ» вперше були опубліковані вірші Єсеніна.
У 1915 році Єсенін переїхав з Москви до Петрограда, читав свої вірші О. О. Блоку, С. М. Городецькому та іншим поетам.
У січні 1916 року Єсеніна призвали на війну. Завдяки допомозі друзів він отримав призначення («з найвищого дозволу») в Царськосельський військово-санітарний поїзд № 143 Її Імператорської Величності Государині Імператриці Олександри Федорівни. У цей час він зблизився з групою «новоселянських поетів» і видав перші збірки («Радуниця» — 1916), які зробили його дуже відомим. Разом з Миколою Клюєвим часто виступав, у тому числі перед імператрицею Олександрою Федорівною і її дочками в Царському Селі.
До 1918 — початку 1920-х років відноситься знайомство Єсеніна з Анатолієм Марієнгофом і його активну участь у московській групі імажиністів.
У період захоплення Єсеніна імажинізмом вийшло кілька його збірок віршів — «Трерядніца», «Сповідь хулігана» (обидва — 1921), «Вірші скандаліста» (1923), «Москва шинкарська» (1924), поема «Пугачов».

## Стосунок до України
Одна зі сторінок у творчості пов'язана з цікавістю Єсеніна до української літератури, а саме творів Тараса Шевченка. 1922 року він відвідав Харків, згодом шевченківські місця і навіть переклав російською мовою кілька шевченкових віршів. Нижче наведено його вільний переклад російською мовою уривка з поеми «Княжна»:

Село! В душе моей покой,

Село в Украйне дорогой.

И полный сказок и чудес. 

Кругом села зеленый лес

Цветут сады, белеют хаты,

А на горе стоят палаты.

И перед крашеным окном

В зеленых листьях тополя,

А там все лес и все поля,

И степь, и горы за Днепром,

И в небе темно-голубом

Сам Бог витает над селом.

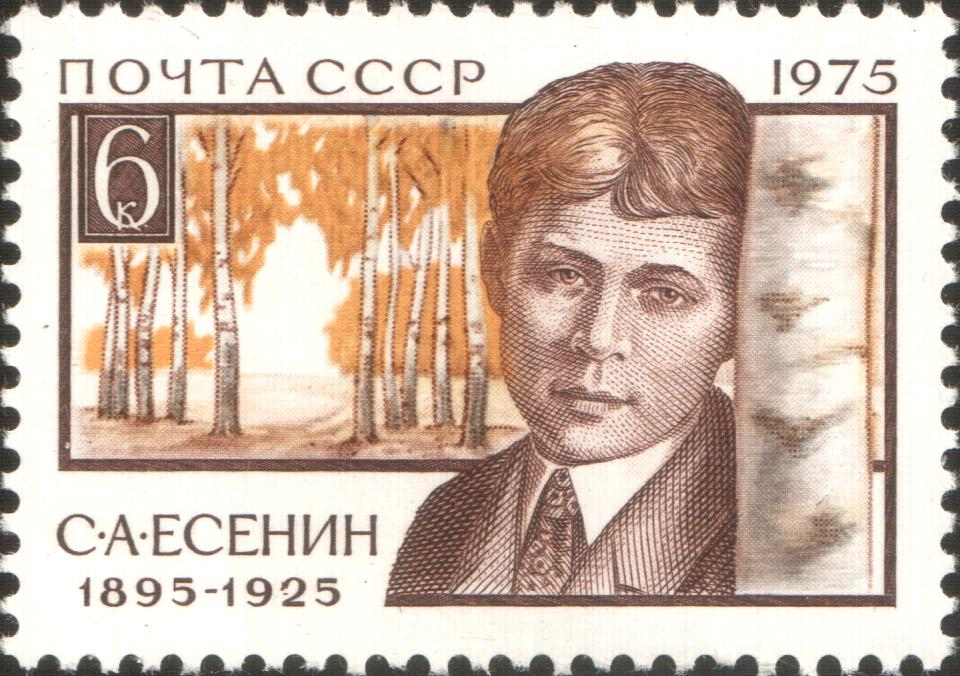
Поштова марка СРСР присвячена С. О. Єсеніну, 1975 (Каталог ЦФА 4505, Скотт 4369)

У свою чергу на його смерть відгукнулася віршем-епітафією «Пам'яті Єсеніна» українська поетеса Ладя Могилянська:

«…І слова, божевільні від крови,

… Тільки кров'ю рука напише:

„В цьому світі вмирати не ново,

Але й жити теж не новіше…“

І твоє рязанське волосся

У кривавій одбилось калюжі…

Синьоокий, злотоволосий,

Прощавай… До побачення, друже!»

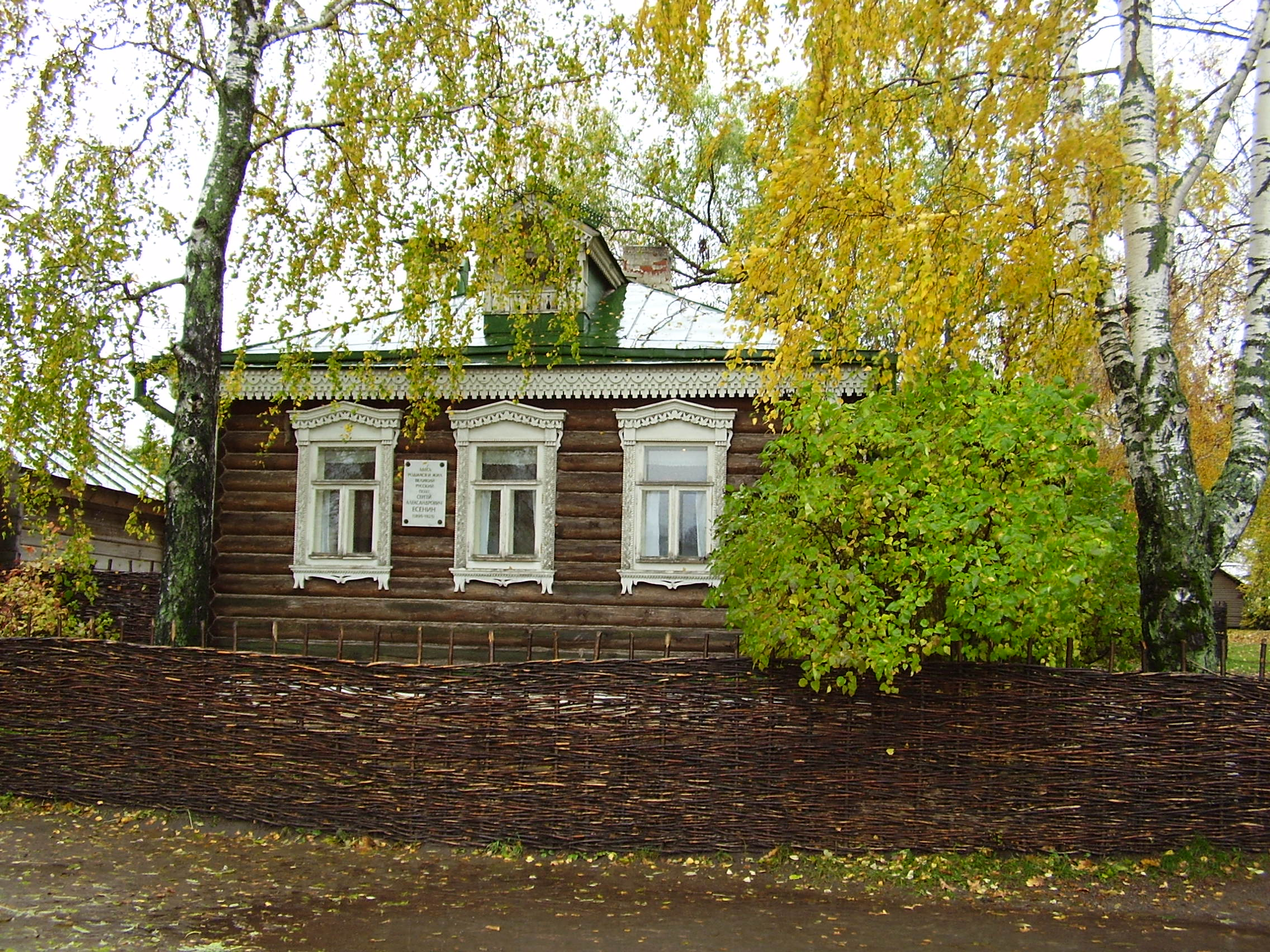
Дім-музей Сергія Єсеніна. Костянтинове

1995 року в одній зі шкіл Харкова був відкритий музей Єсеніна. 2022 року ця школа була зруйнована російським обстрілом.

## Поетичний стиль
Віра у світло, у красу життя, у людину, гуманістичний пафос — головне у творчості Єсеніна. В «Анні Снєгіній» — найбільшому творі останніх років свого життя, написав:
```
                                    Я думаю:
                                    Яка чарівна
                                    Земля
                                    І на землі людина.
```

Однак у житті були періоди тяжких потрясінь, глибоких душевних криз, коли життєві перипетії здавались йому безвихідними. Тоді він писав про «чорную жуть», яка бродить по пагорбам і охоплює своєю тінню все життя, про «каменные руки», що здавлюють шию села, про голос, який перетворюється в передсмертний хрип. Але навіть в найпохмуріших віршах мрія про щастя не полишає його. Це й створює гостроту трагічних контрастів. Єсенін ніколи не поетизує жах та бруд, ніколи не милується поганим, але завжди його болісно переживає. «Краса тліні», «смертельне манить» — подібні модерністські штампи були досить чужими світосприйняттю Єсеніна.
Ранні вірші Сергія Єсеніна багаті на звуки, запахи, фарби. Дзвенить дівочий сміх, «зі дзвонами» плачуть глухарі, лунає «дрімуча пісня» рибаків, грає тальянка. Спас пахне яблуками та медом, ялинки ллють запах ладану. Навкруги — м'яка зелень полів, яскраво-червоне світло зорі, кадить черемховий дим. У його героїнь блакитні або прикрашені шиттям хустини, а герой — у білій свиті і яскраво-червоному поясі. Палають зорі, гаї вкриває синій морок, морок може бути і червоним, на воді — жовті відблиски місяця. Блакитне, синє, червоне, зелене, золотисте — іскриться та переливається у віршах поета. Милуючись особливостями селянського життя, картинами природи, Єсенін намагається не просто донести до читача свою радість від їхнього споглядання, а й передати, заразити його відчуттям краси життя. Світлий і радісний колорит здається пануючим в поезії Єсеніна.
Однак, і в найвеселіших віршах приховується біль. А це, в свою чергу, загострює сприйняття краси життя, найвищої цінності людського щастя. Єсенін часто зображує картини розлук, похоронів, панахид. Часто його героям доля не дає бути разом. Варіації подібних мотивів різноманітні. Але у всіх цих віршах навіть смерть зображується не як реальна загибель, а як поетична метафора бажань, що не здійснились, жалю про можливе, але втрачене чи недоступне щастя.
Єсенін шукає те, що дасть йому можливість «і в щастя ближнього повірити». Цим він оцінює життя. І цим самим наповнює вірші високим гуманістичним сенсом.
Ще одна важлива риса поезії Єсеніна — повне злиття з народним життям. Рідна земля дала йому найбільше — народний погляд на життя, наділила народною мудрістю, тими уявленнями про добро і зло, правду та кривду, щастя та нещастя, які вироблялись народом впродовж віків. Йому не потрібно було шукати ключ до душі народу — він сам був одним з її носіїв.

## Українські переклади
- Гордість російської поезії. Шість віршів («Не шукать мені слідів у росах…», «На тебе — ніде правди діть…», «Русь радянська», «Ти сказала, що Сааді…», «Я іду лугами в світлий день травневий…», «Заспівай мені пісню, що мати…») / Переклав з російської Іван Пучко // Поезія-75: Збірник. — Випуск 4(32). — К: Радянський письменник, 1975. — С. 83–91.
- Єсенін Сергій. Поезії / З рос. пер. Іван Савич // Всесвіт. — 2000. — № 11/12.
- Лірика / С. О. Єсенін ; пер. Є. Яценко. — Дніпропетровськ: Поліграфіст, 1997. — 298 с. — ISBN 966-7081-43-5
- Сергій Єсенін. Вибране / З рос. пер. Володимир Нестеренко. — Маріуполь: Азов'є, 2008. — С. 104.
- Цикл «Перські мотиви» в перекладі Любові Базів увійшли до її збірки «Ще осінь не доплакала своє». — Київ, «Гамазин», 2020. — 76 сторінок. ISBN 978-966-279-172-3, сторінки 55—71.

### Прижиттєві видання

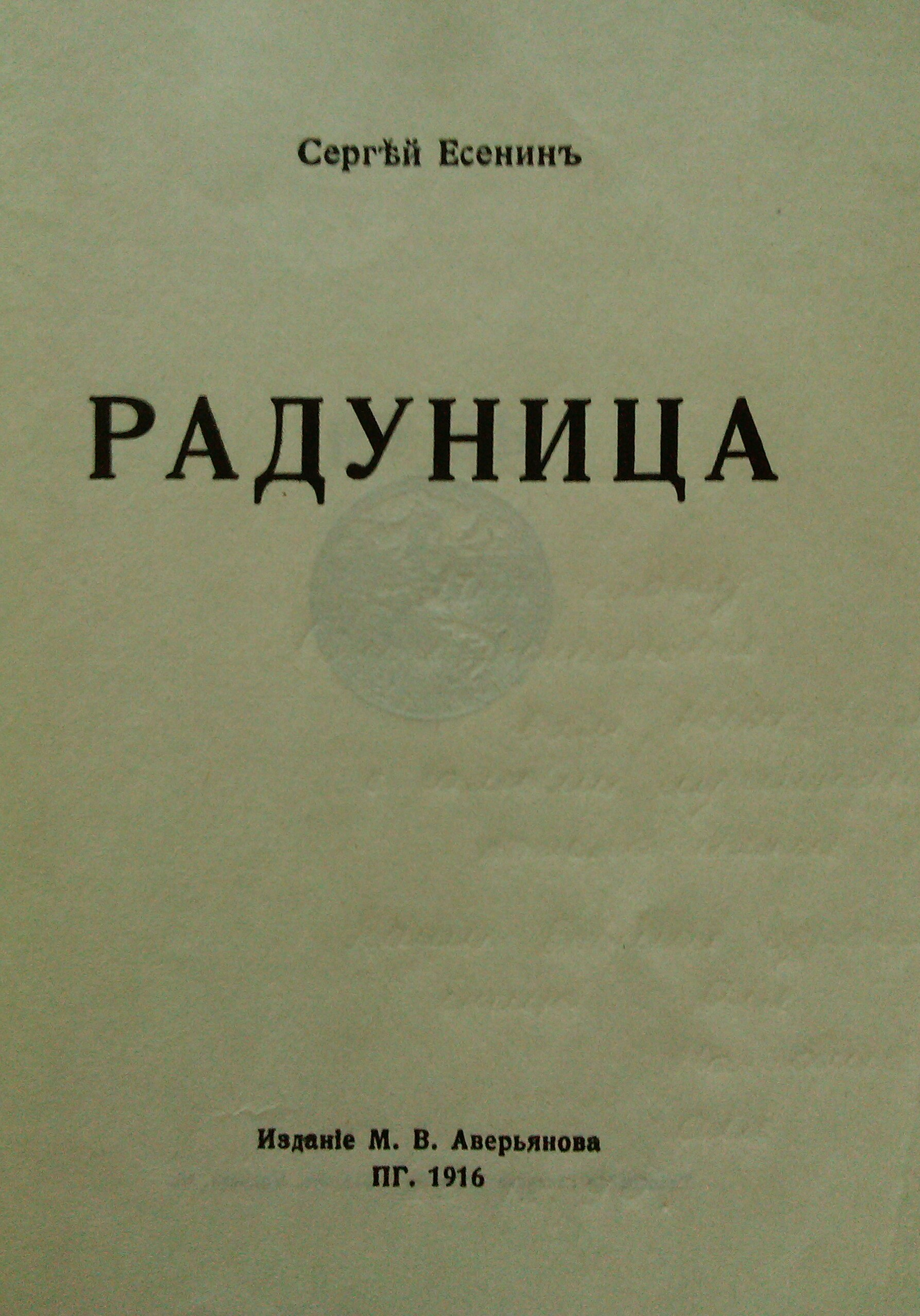
Перша збірка віршів
С. Єсеніна, 1916

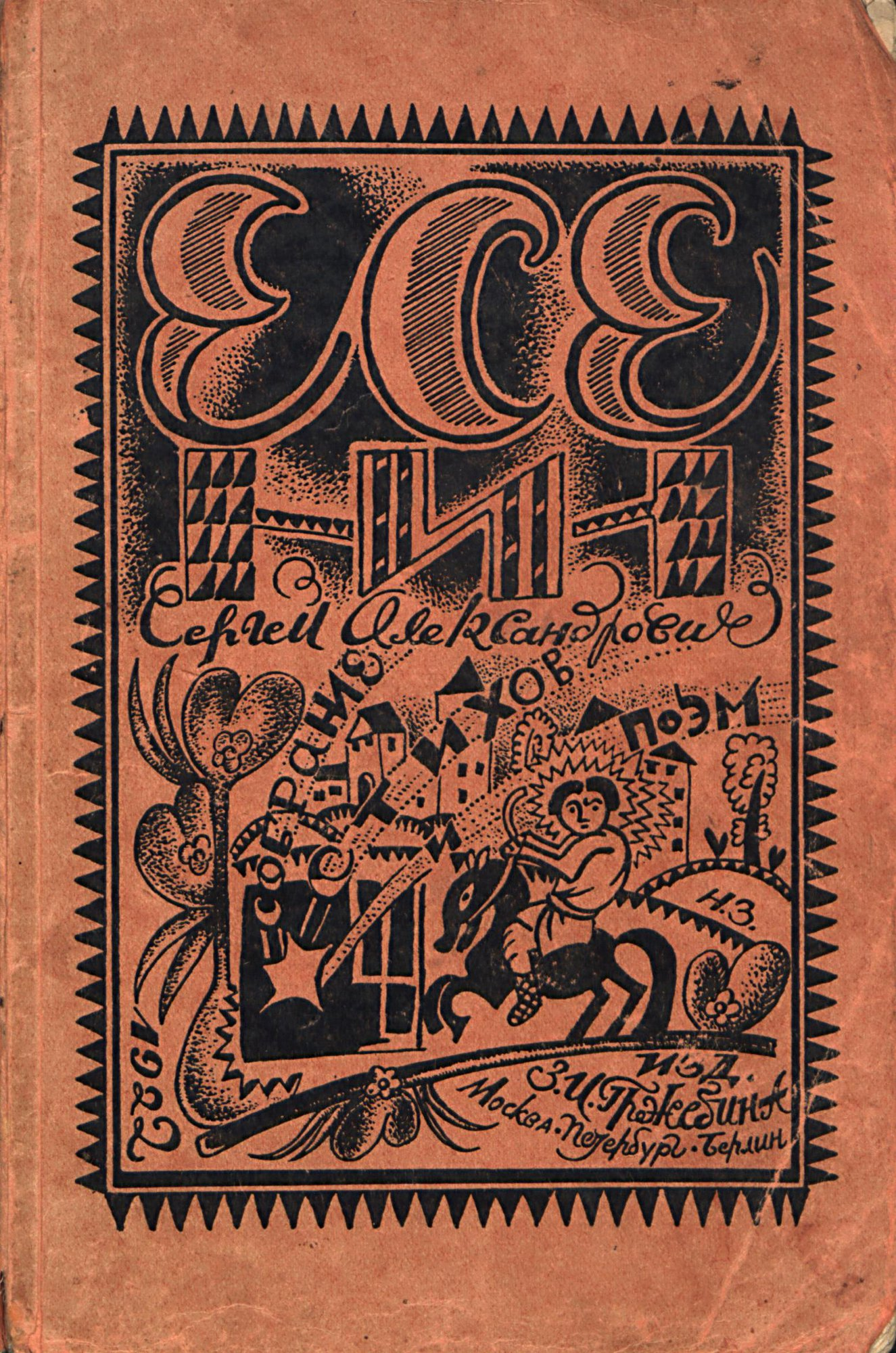
Єсенін С. О. Зібрання віршів і поем. Т. 1. 1922 р. (вид. Гржебіна З. І.)

1916
- Есенин С. А. Радуница. — Петроград: Издание М. В. Аверьянова, 1916. — 62 с.

1918
- Есенин С. А. Иисус-младенец. — П.: Сегодня, 1918. — 6 с.
- Есенин С. А. Голубень. — М.: Революционный социализм, 1918.
- Есенин С. А. Сельский часослов. — М.: Московская трудовая артель художников слова, 1918. — 28 с.
- Есенин С. А. Преображение. — М.: Московская трудовая артель художников слова, 1918. — 68 с.

1920
- Есенин С. А. Голубень. — 2-е изд. — М.: Московская трудовая артель художников слова, 1920
- Есенин С. А. Ключи Марии. — М.: Московская трудовая артель художников слова, 1920. — 42 с.
- Есенин С. А. Руссеянь. — М.: Альциона, 1920.
- Есенин С. А. Трерядница. — М.: Злак, 1920.
- Есенин С. А. Триптих. Поэмы. — Берлин: Скифы, 1920. — 30 с.
- Есенин С. А. Россия и Инония. — Берлин: Скифы, 1920. — ??? с.

1921
- Есенин С. А. Иисус-младенец. — Чита, 1921
- Есенин С. А. Исповедь хулигана. — М.,1921. — 14 с.
- Есенин С. А. Ржаные кони. — М.: Альциона, 1921.
- Есенин С. А. Преображение. — 2-е изд. — М.: Имажинисты, 1921
- Есенин С. А. Трерядница. — 2-е изд. — М.: Имажинисты, 1921
- Есенин С. А. Радуница. — 3-е изд. — М.: Имажинисты, 1921
- Есенин С. А. Пугачёв. — М.: Имажинисты, 1922. — 54 с. (год издания указан ошибочно)

1922
- Есенин С. А. Автобиография // Современное обозрение: Журнал нового типа (Литература — искусство — жизнь). — Петроград: Изд-во «Ars». — 1922, ноябрь. — № 2. — С. ??? (Первая прижизненная публикация автобиографии Сергея Есенина в России).
- Есенин С. А. Пугачёв. — 2-е изд. — Петроград: Эльзевир, 1922. — 64 с.
- Есенин С. А. Пугачёв. — 3-е изд. — Берлин: Русское универсальное издательство, 1922
- Есенин С. А. Избранное. — М.: Госиздат, 1922. — 116 с.
- Есенин С. А. Собрание стихов и поэм. — Т. 1. — Берлин: Изд-во З. И. Гржебина, 1922. — 178 с. (Второй том не выходил.)
- Essenine, S. Confession d'un voyou = [Есенин, С. Исповедь хулигана / вступ. Ф. Элленса; пер. М. Милославской и Ф. Элленса] / Preface de F. Hellens, traduit du russe par М. Miloslawsky et F. Hellens. — Paris : J. Povolozky, 1922 [на суперобложке — 1923]. — 82 p. [На фр. яз.]

1923
- Есенин С. А. Стихи скандалиста. — Берлин: Изд-во И. Т. Благова, 1923. — 232 с.

1924
- Есенин С. А. Москва кабацкая. — Л., 1924. — 44 с. (издательство не обозначено)
- Есенин С. А. Стихи (1920-24). — М.: Круг, 1924. — 86 с.
- Есенин С. А. Русь советская. — Баку: Бакинский рабочий, 1924. — 80 с.

1925
- Есенин С. А. Страна советская. — Тифлис: Советский Кавказ, 1925. — 62 с.
- Есенин С. А. Песнь о великом походе. — М.: Госиздат, 1925. — 32 с.
- Есенин С. А. О России и революции. — М.: Современная Россия, 1925. — 96 с.
- Есенин С. А. Берёзовый ситец. — М.: Госиздат, 1925. — 100 с.
- Есенин С. А. Избранные стихи. — М.: Огонёк, 1925. — 44 с. (Библиотека «Огонька» № 40)
- Есенин С. А. Персидские мотивы. — М.: Современная Россия, 1925. — 48 с.

Інші видання
- Есенин С. А. Стихи и проза / Сост И. В. Евдокимов, 1927
- Есенин С. А. Стихотворения. — Л.: Сов. писатель, 1953. — 392 с. (Библиотека поэта. Малая серия. Изд. третье)
- Есенин С. А. Стихотворения и поэмы. — Л.: Сов. писатель, 1956. — 438 с. (Библиотека поэта. Большая серия. Второе изд.)
- Есенин С. А. Стихотворения и поэмы / Сост. и подгот. текста И. С. Эвентова и И. В. Алексахиной, примеч. И. В. Алексахиной. — Л.: Сов. писатель, 1986. — 464 с. (Библиотека поэта. Большая серия. Изд. третье)

Зібрання творів
- Есенин С. А. Собрание стихотворений в 3 т. — М.: Госиздат, 1926;
- Есенин С. А. Собрание сочинений в 5 т. — М.: Гослитиздат, 1961—1962, 500 000 экз.
- Есенин С. А. Собрание сочинений в 5 т. — 2-е изд. — М.: Худож. лит., 1966—1968, 500 000 экз.
- Есенин С. А. Собрание сочинений в 3 т. — М.: «Правда», 1970, 1 940 000 экз. (серия "Библиотека «Огонёк»);
- Есенин С. А. Собрание сочинений в 3 т. — М.: «Правда», 1977, 375 000 экз. (серия "Библиотека «Огонёк»);
- Есенин С. А. Собрание сочинений в 6 т. — М.: Худож. литература, 1977—1980, 500 000 экз.
- Есенин С. А. Собрание сочинений в 3 т. — М.: «Правда», 1983, 700 000 экз. (серия "Библиотека «Огонёк»);
- Есенин С. А. Полное собрание сочинений. В 7 томах / Главный редактор Ю. Л. Прокушев. — М.: Наука, Голос, 1995—2000. (Российская академия наук. Институт мировой литературы им. А. М. Горького):

- Т. 1. Стихотворения;
- Т. 2. Стихотворения («маленькие поэмы»);
- Т. 3. Поэмы;
- Т. 4. Стихотворения, не вошедшие в «Собрание стихотворений»;
- Т. 5. Проза;
- Т. 6. Письма;
- Т. 7. Автобиографии, дарственные надписи, фольклорные записи, литературные манифесты и др., хронологическая канва жизни и творчества, справочные материалы). ISBN 5-02-011245-3

### Міжнародні проєкти
- Есенин С. А. Анна Снегина. Поэма / Издание на 12 языках (рус., англ., болг., венг., итал., нем., рум., сербск., словенск., словацк., хорв., чешск.). — М.: Центр книги ВГБИЛ им. М. И. Рудомино, 2010. ISBN 978-5-7380-0336-3